# Kaple svatého Jana Nepomuckého (Chvalín)
Kaple svatého Jana Nepomuckého je drobná sakrální stavba stojící uprostřed obce. Duchovní správou kaple patří do Římskokatolické farnosti Doksany. Od roku 1964 je kaple chráněna jako kulturní památka.

## Historie
Kaple pochází z roku 1725 a jejím autorem je snad Octavio Broggio.

## Architektura
Jedná se o obdélnou stavbu s trojbokým závěrem. V západním průčelí je předsíň s letopočtem 1725 na portálku. Na předních nárožích jsou dvě čtyřboké věžičky. Na kuplové střeše je oválná lucerna.
Uvnitř je kupolovitá necková klenba s lucernou. Klenba je pokryta bohatým štukovým ornamentem pentlí s akanty. Na stěnách jsou podložené pilastry. V západní části se nachází kruchta s dřevěným zábradlím.

## Zařízení
Zařízení je barokní z 1. poloviny 18. století. Na hlavním oltáři je velmi bohatě plasticky řezaný rám s akanty a pentlí. Je modrozlacený s bílými andílky. Titulní obraz je od Siarda Noseckého z roku 1732. Opraven byl v roce 1931 F. Suchánkem. Boční oltář je menší a pochází z období výstavby kaple. Jsou na něm sošky sv. Kateřiny a sv. Barbory. V bohatě řezaném rámu se zde nachází obraz Kristovy tváře. Uvnitř kaple je také dřevěná plastika Piety, obrazy Nejsvětější Trojice a další vesměs barokní práce z 18. století.